# Marielle Jaffe
Jaclyn Marielle Jaffe, född 23 juni 1989 i Santa Claritas stadsdel Valencia i Kalifornien, är en amerikansk skådespelerska, sångerska och modell. Hon fick sin stora filmdebut år 2010, då hon medverkade i filmen Percy Jackson och kampen om åskviggen. Hon har sedan dess medverkat i flera andra produktioner, bland annat i Wes Cravens skräckfilm Scream 4 från 2011, i rollen som Olivia Morris.

## Filmografi (i urval)

### Filmer
- 2010 – Percy Jackson och kampen om åskviggen
- 2011 – Scream 4

### TV-serier
- 2009 – Scrubs (TV-serie)
- 2010 – 10 Things I Hate About You (TV-serie)
- 2012–2013 – The Secret Life of the American Teenager (TV-serie)
- 2014 – CSI: Crime Scene Investigation (TV-serie)
- 2015 – Om en pojke (TV-serie)